# Kokote
Kokote, född 7 oktober 2020, är en fransk varmblodig travhäst. Hon tränas och körs av Mathieu Mottier.
Hon började tävla 2023 och inledde med en seger. Hon har hittills sprungit in 426 280 euro på 27 starter varav 8 segrar, 2 andraplatser och 3 tredjeplatser. Hon har tagit karriärens hittills största seger i Prix Bold Eagle (2025).
Hon har även segrat i Prix Ariste-Hémard (2024), Prix Ovide Moulinet (2025) och på andraplats i Prix de Picardie (2024) samt på tredjeplats i Prix de Croix (2025).

## Statistik
| Statistik för Kokote (Ref.) | Statistik för Kokote (Ref.) | Statistik för Kokote (Ref.) | Statistik för Kokote (Ref.) | Statistik för Kokote (Ref.) | Statistik för Kokote (Ref.) |
| --------------------------- | --------------------------- | --------------------------- | --------------------------- | --------------------------- | --------------------------- |
| Starter                     | Placeringar                 | Startprissumma              | Segerprocent                | Platsprocent                | Rekord                      |
| 27                          | 8-2-3                       | 426 280 euro                | 30 %                        | 48 %                        | 1.11,6ak,                   |

### Större segrar
| År   | Lopp                | Kusk            | Vinstbelopp | Grupp   |
| ---- | ------------------- | --------------- | ----------- | ------- |
| 2024 | Prix Ariste-Hémard  | Mathieu Mottier | 54 000 EUR  | Grupp 2 |
| 2025 | Prix Bold Eagle     | Mathieu Mottier | 135 000 EUR | Grupp 1 |
| 2025 | Prix Ovide Moulinet | Mathieu Mottier | 54 000 EUR  | Grupp 2 |